# South Hill (Nowy Jork)
South Hill – jednostka osadnicza w Stanach Zjednoczonych, w stanie Nowy Jork, w hrabstwie Tompkins.